# علامة يوارت

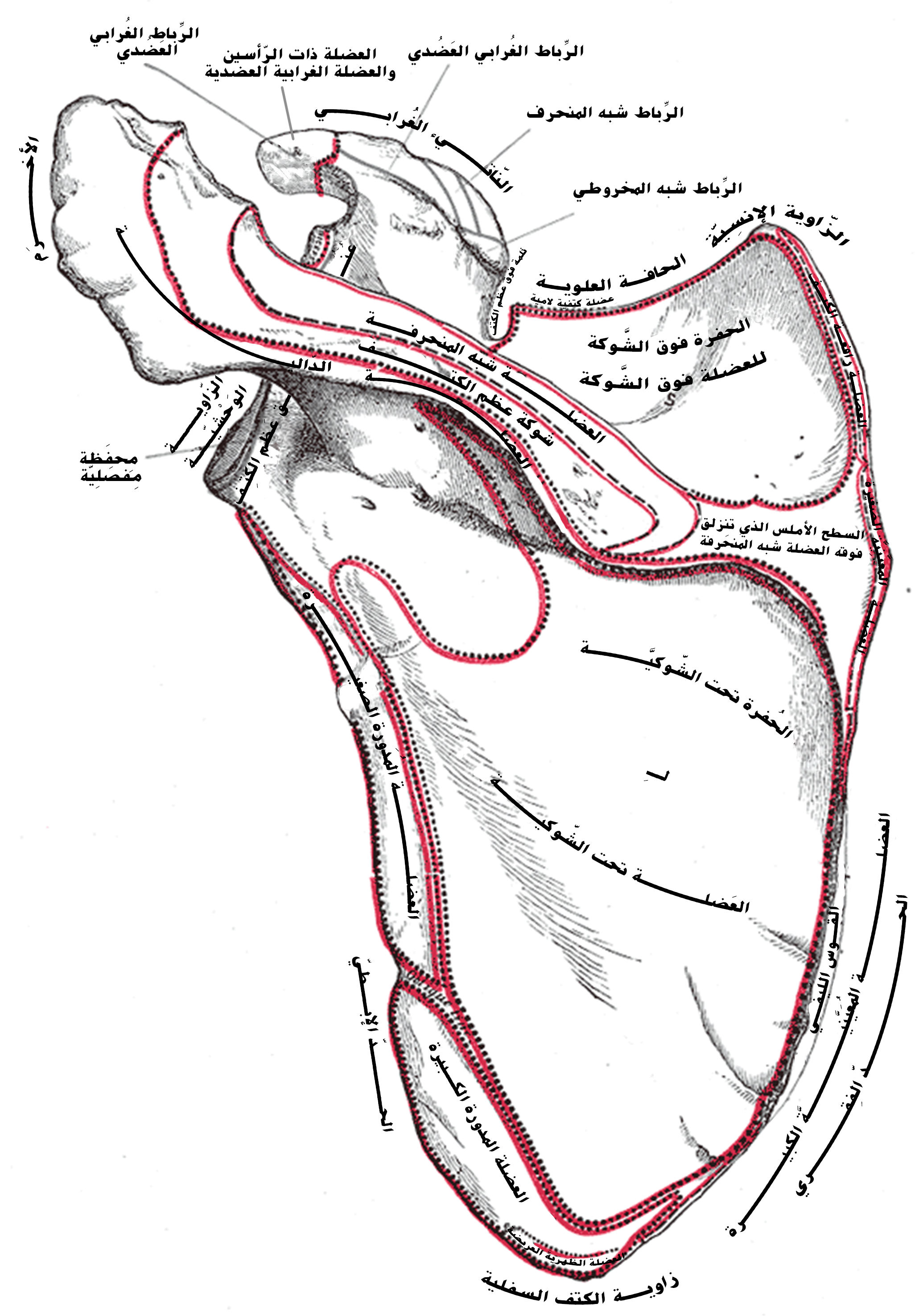
لوح الكتف الأيسر. السطح الظهري. (علامة يوارت أسفل زاوية لوح الكتف الأيسر.)

علامة يوارت (بالإنجليزية: Ewart's sign)‏ هي علامة طبية، وهي مجموعة من النتائج على الفحص البدني لدى الأشخاص الذين لديهم كمية كبيرة من السوائل حول القلب (الانصباب التامور).
الأصمية إلى القرع (يوصف تاريخيا بأنه «خشبي» في الجودة)، الثغاء، وأصوات تنفس الشعب الهوائية عند الزاوية السفلية للكتف الأيسر عندما يكون الإنصباب كبيرًا بما يكفي لضغط الفص السفلي الأيسر من الرئة، مما يسبب الاندماج أو همود الرئة.

## التسمية
تم وصفه لأول مرة بواسطة ويليام يوارت في عام 1896.